# Cerkev svetega Jurija, Ptuj
Cerkev svetega Jurija na Ptuju je župnijska cerkev Župnije Ptuj - Sveti Jurij.

## Zgodovina
Domneva se, da je na tem mestu že v 4. stoletju stala starokrščanska bazilika, morda celo večja izmed dveh, ki naj bi nekoč stali na tem mestu. Manjša naj bi bila iz 9. stoletja. 
Obstoječa cerkev je bila postavljena v 12. stoletju. Cerkev so večkrat prezidavali in dozidavali, kar se danes vidi v njeni notranjosti in zunanjosti. Lep primer so ostanki oken, ki pa so danes že zazidana. Leta 1246 je dobila triladijsko osnovo, prizidali so tudi zahodno emporo. Prav tako je v cerkvi še zmeraj nekaj oken iz časa romanike, medtem ko je večina zgrajenih v stilu gotike. 

## Arhitektura
V 15. stoletju je bila cerkev predelana v gotskem slogu, v 18. stoletju pa je dobila še baročno kapelo. V notranjosti so številni spomeniki pomembnejših ptujčanov.

## Notranja oprema
Cerkev ima več stranskih oltarjev: oltar sv. Andreja, sv. Družine, sv. Florjana, sv.Jožefa, sv. Treh kraljev, sv. Viktorina in oltar sv. Ane in pet kapel. Na freskah so upodobljeni takratni sloji družbe, a ne tudi meščani, čeprav je Ptuj od nekdaj veljal za meščansko naselbino. 
Pod steklenim pokrovom v cerkvi stoji lesena gotska plastika sv. Jurija, ki je zavetnik cerkve in mesta Ptuj. Prezbiterij je bil v današnji obliki sezidan v prvi polovici 14. stoletja in se imenujejo tudi dolgi kor, v stenah so visoka šilasto zaključena okna z barvnimi stekli iz začetka 20. stoletja. Strop prezbiterija je leta 1815 poslikal avstrijski slikar Matija Schiffer, ki je narisal tudi znamenito sliko z upodobitvijo smrti sv. Jurija, mestnega in cerkvenega zavetnika. V prezbiteriju je tudi 40 kornih klopi iz leta 1446. Sedeži iz hrastovega lesa so okrašeni v gotskem stilu z rastlinskimi ornamenti in živalskimi figurami. 
Posebnost so korne klopi za ministrante, ki so iz leta 1763, in so edine ohranjene iz tega obdobja. Vsaka ima svoj vzorec, niti dva nista enaka in so delo ptujskih mizarjev. 
Iz leta 1986 so oltarna miza (menza), ambon in križ, delo ptujskega kiparja Viktorja Gojkoviča. Zakristija je iz leta 1737, vanjo vodijo kovana vrata iz prve polovice 15. stoletja. Oprema je leta 1747, delo mizarja Wasserja in rezbarja Marenzellerja, svetopisemske prizore je naslikal slikar Ferdinand Scheidtnagel. Lesen Križev pot v cerkvi je iz 1881, in je nastal pod v tirolski delavnici F. Stuflesserja. V času obnove ob koncu 19. stoletja so obnovili cerkveno notranjost, iz leta 1880 so tudi freske furlanskega umetnika Tomaža Fantonija. Novejša je obnova iz let 1968 in 1969, ko so po konservatorskih načelih obnovili cerkveno zunanjost, v letih 1981 in 1986 pa ponovno notranjost. 
Leta 1863 je mestna cerkev sv. Jurija postala proštijska.

### Cerkveni zvonovi
Cerkev ima danes le dva zvonova, saj je ostale vzela vojna. Manjši zvon je novejši livarne Zvonoglas in je iz 20. stoletja, večjega pa je leta 1706 vlil celjski zvonar Konrad Schneider in je v uporabi vsakodnevno. Poje v glasu c', širok je 169cm in tehta verjetno blizu 3 ton.

## Župnišče in dvorišče
Na zunanjih stenah so renesančni in baročni nagrobniki, ostanki starega pokopališča, ki je bilo ob cerkvi vse do leta 1776. Een izmed glavnih dokazov tega je Orfejev spomenik pred cerkvijo, ki je bil prvotno nagrobni spomenik.
Nasproti cerkve stoji župnišče. Na dvorišču je stolp, ki je ostanek mestnega obzidja iz 16. stoletja, hodnik z biforami in renesančni portal.